# Fulvio Fellet
Fulvio Fellet (Pordenone, 15 settembre 1952) è un allenatore di calcio ed ex calciatore italiano.

## Carriera

### Giocatore

Fellet in azione all'Udinese nella stagione 1978-1979

Cresciuto nelle giovanili del Pordenone, esordisce in prima squadra in Serie D. Nel 1972 approda al Chieti in Serie C dove rimane per quattro anni. Passa poi al Treviso sempre in Serie C.
Nel 1978 si accasa all'Udinese dove gioca una stagione in Serie B e due in Serie A. Nel 1981 scende di categoria con il Padova vestendo la maglia biancoscudata per cinque stagioni. Chiude la carriera al Venezia nel 1987.

### Allenatore
Ha allenato il Campetra, squadra di Camposampiero, e la Plateolese, squadra di Piazzola sul Brenta, in Seconda Categoria. Nel 2010 ha guidato il Porto Viro in Promozione subentrando all'esonerato Edoardo Cleto.
A gennaio 2013 subentra alla guida del Vigonovo Tombelle, squadra di Vigonovo che milita in Seconda Categoria, sostituendo l'ex compagno di squadra ai tempi del Padova, Franco Cerilli.
Successivamente allena la formazione Giovanissimi del Ponte San Nicolò Polverara. Nella stagione 2014-2015 assume la guida della Virtus Plateolese, la seconda squadra di Piazzola sul Brenta che milita nel campionato di Seconda Categoria.

## Palmarès

### Giocatore
- Campionato italiano di Serie B: 1

Udinese: 1978-1979
- Coppa Mitropa: 1

Udinese: 1979-1980